# Километр

Исходное определение километра 1791 года

Киломе́тр (сокращённо км, km) — широко распространённая кратная метру единица измерения расстояния.
1 км = 1000 м = 0,621 миль = 0,9374 версты = 1094 ярдов = 3281 футов = 1,057⋅10−13 световых лет = 6,67⋅10−9 а. е.
В Юникоде для километра есть специальный символ ㎞, и для квадратного километра — ㎢; тем не менее эти символы использовать не рекомендуется (их применение имеет смысл только в контексте восточноазиатского иероглифического письма, поскольку они занимают ровно столько же места, сколько один китайский иероглиф).

## В культуре и обществе
- Квадратный километр
- Кубический километр
- Километр в час
- Нулевой километр
- Седьмой километр